# Sun Jihai
Sun Jihai (Chinees: 孙继海) (Zhuanghe (Dalian), 30 september 1977) is een Chinese oud-voetballer die in de Engelse Premier League heeft gespeeld. Sun is een van de bekendste voetballers in Oost-Azië omdat hij de eerste Oost-Aziatische voetballer is die scoorde in de Premier League, toen hij een doelpunt maakte voor Manchester City in oktober 2002, en ook de eerste Chinese voetballer is die scoorde in de UEFA Cup. Sun behoorde tot de selectie van het Chinese nationale elftal dat zich kwalificeerde voor het WK 2002, de enige keer dat het land deelnam aan de eindronde van de wereldbeker.
Sun richtte in februari 2016 Beijing Haiqiu Technology Company (HQ Sports) op, toen hij nog speelde voor Beijing Renhe in de China League One. In december van datzelfde jaar beëindigde Sun na 22 jaar zijn professionele voetbalcarrière door tijdens een publiek evenement in China zijn officiële pensioen aan te kondigen. Bij die gelegenheid kondigde Sun ook de succesvolle eerste financieringsronde van zijn bedrijf aan, geleid door China Media Capital (CMC), Tencent en Yuan Xun Fund. HQ Sports heeft nu meer dan 100 mensen in dienst en richt zich op sporttechnologie, media en datatainment in China en de rest van de wereld.

## Clubcarrière

### Dalian Shide
Sun Jihai begon zijn voetbalcarrière bij Dalian Shide in 1995 en maakte zijn debuut op 28 mei 1995 tegen Sichuan Quanxing. Zoals veel talentvolle Chinese jeugdspelers van zijn generatie, wilde hij naar het bekende Chinese voetbaltrainingskamp in Brazilië dat gesponsord werd door de sponsor Jianlibao. Hij werd echter niet geselecteerd omdat hij volgens de trainers niet genoeg potentieel had. In plaats van het trainingskamp richtte Sun zich op zijn carrière bij Dalian Shide, waar hij bijdroeg aan vier landskampioenschappen en één Beker van China.

### Crystal Palace
Na enkele succesvolle jaren bij Dalian Shide tekende Sun in augustus 1998 een huurovereenkomst voor Crystal Palace, waar hij ging samenspelen met zijn landgenoot Fan Zhiyi. Het tweetal werden de allereerste Chinese voetballers die in een Engelse professionele competitie speelden. Sun maakte zijn debuut voor Crystal Palace in de Football League Cup tijdens een 3-0 nederlaag tegen Bury. Hij werd aan het einde van het seizoen vroegtijdig teruggehaald door Dalian Shide, dat de club in 1999 aan het vechten was tegen degradatie.

### Manchester City
In februari 2002 maakte Sun een transfer van Dalian Shide naar het Engelse Manchester City voor 2 miljoen pond, waarmee hij de eerste Aziatische speler werd voor de Citizens. Hij maakte zijn debuut voor de club in een 4-2 overwinning tegen Coventry City. Met zijn solide verdedigende kwaliteiten en gevaarlijke aanvalsacties wist hij al snel veel City-fans voor zich te winnen. In september 2002 werd hij door de club uitgeroepen tot Speler van de Maand. In oktober 2002 werd Sun de eerste Oost-Aziatische voetballer die scoorde in de Premier League toen hij het eerste doelpunt binnenkopte in een 2-0 overwinning op Birmingham City.
Aan het begin van het seizoen 2004-05 scheurde Sun zijn kruisbanden in een tackle tegen Chelsea-spits Eiður Guðjohnsen. Door deze blessure miste hij de rest van dat seizoen. Na zijn herstel van de blessure en het volgen van een strikt fysiek regime, ontworpen door zijn vader, won Sun opnieuw zijn basisplaats terug bij de club. In het seizoen 2006-07 viel Sun opnieuw uit door een blessure, en hij maakte zijn rentree op 10 februari 2007 tegen Portsmouth dat met 2-1. Met de komst van Sven-Göran Eriksson als nieuwe trainer speelde Sun zelden in het seizoen 2007-08. Hij werd op de rechtsback positie vervangen door Vedran Ćorluka en Michael Ball speelde als verdedigende vervanger in plaats van Sun. In de 14 wedstrijden die hij speelde dat seizoen, startte hij maar 7 keer in de basis.

### Sheffield United
Vanwege zijn uitzichtloze positie bij Manchester City verhuisde Sun op 2 juli 2008 naar de Engelse Championship-club Sheffield United. Sun speelde slechts negentien minuten in zijn eerste wedstrijd voor Sheffield United, nadat hij uit het veld werd gestuurd door twee gele kaarten in een vriendschappelijke wedstrijd. Hij maakte zijn officiële debuut in de openingswedstrijd van het seizoen 2008-09 tegen Birmingham City. Later dat seizoen werd Sun van het veld gestuurd tijdens een wedstrijd tegen Coventry City, nadat hij tegenstander Michael Mifsud van achter getackled had. De Football Association klaagde hem aan voor zijn gedrag na het ontvangen van de rode kaart en gaf hem een extra schorsing van één wedstrijd. Na regelmatig gespeeld te hebben tot november, stond Sun een tijd lang opnieuw aan de kant met blessureleed, en slaagde er vervolgens niet in om opnieuw basisspeler te worden. In de tweede helft van het seizoen speelde hij slechts een handvol wedstrijden in de FA Cup. Sun werd in juli 2009 verhuurd door Sheffield United nadat de club bekendmaakte dat hij "zich moeilijk kon aarden in Yorkshire".

### Terugkeer naar China
In juli 2009 werd Sun uitgeleend aan Sheffield United's satellietteam Chengdu Blades in de Chinese Super League, in de hoop om hier weer speeltijd op te kunnen doen en een impact te maken. Hij vestigde zich gestaag bij Chengdu en hielp de club aan het beste resultaat ooit met een zevende plaats in de competitie. Als gevolg van een schandaal over wedstrijdvervalsing werd de club echter teruggezet naar de China League One, en keerde Sun terug naar Sheffield United. Zijn aflopende contract werd door de Engelse club niet verlengd, waardoor hij een vrije speler werd.
Op 8 januari 2010 tekende Sun een tweejarig contract bij Shaanxi Chanba. Hij werd meteen gepromoveerd tot teamcaptain en in december 2011 verlengde zijn hij zijn aflopende contract met nog eens twee jaar. Aan het begin van het seizoen 2012 volgde Sun de club, die besloten had om naar Guizhou te verhuizen en zichzelf om te dopen tot Guizhou Renhe. In het seizoen van 2012 speelde hij negentien competitiewedstrijden en vijf wedstrijden in de Chinese FA Cup, waarbij de club de vierde plaats behaalde in de competitie en verliezend finalist in de beker. Door deze resultaten behaalde Guizhou Renhe voor het eerst in de geschiedenis van de club de AFC Champions League.
Op 4 februari 2015 verhuisde Sun transfervrij naar Chongqing Lifan. Hij maakte zijn debuut voor de club op 8 maart 2014 in een 3-0 nederlaag tegen Beijing Guoan, maar na een matig seizoen besloot hij aan het einde van 2015 om terug te keren naar Beijing Renhe.
Op 10 december 2016 kondigde Sun aan te stoppen met voetbal.

## Interlandcarrière
Sun maakte zijn internationale debuut voor de Chinese nationale ploeg op 26 november 1996 in een vriendschappelijke wedstrijd tegen Zuid-Korea. Hoewel Sun één van de basisspelers was in de selectie dat deelnam aan het WK 2002, liep hij in de eerste groepswedstrijd tegen Costa Rica al na 17 minuten een enkelblessure op en moest de rest van de groepsfase vanuit de zijlijn toekijken.
In totaal speelde Sun 80 interlands voor China waarin hij 1 keer scoorde. Op 7 juni 2008, tijdens een kwalificatiewedstrijd voor het WK 2010 tegen Qatar, kreeg Sun een directe rode kaart voor belediging van de scheidsrechter terwijl hij als invaller op de bank zat. Hij kreeg hiervoor van de FIFA een ban van vijf wedstrijden en werd na dit incident niet meer opgeroepen voor het nationale team.

## Erelijst

### Club
Dalian Shide
- Chinese League One: 1996, 1997, 2000, 2001
- Chinese FA Cup: 2001
- Chinese FA Super Cup: 1997, 2000

Manchester City
- Football League First Division: 2001–02

Guizhou Renhe
- Chinese FA Cup: 2013
- Chinese FA Super Cup: 2014

### Individueel
- Chinese Football Association Young Player of the Year: 1998
- Chinese Jia-A League Team of the Year: 1997, 2001
- Chinese FA Super Cup Most Valuable Player: 2014
- English Football Hall of Fame Special Category: 2015
- IFFHS Legends